# Spark Seeker
Spark Seeker è il quarto album discografico in studio del cantante reggae statunitense Matisyahu, pubblicato nel 2012.

## Tracce
1. Crossroads (feat. J. Ralph) – 5:02
2. Sunshine – 3:33
3. Searchin – 4:18
4. Buffalo Soldier (feat. Shyne) – 4:31
5. Fire of Freedom – 4:29
6. Bal Shem Tov – 5:05
7. I Believe In Love – 4:16
8. Breathe Easy – 5:01
9. Summer Wind – 1:52
10. Live Like a Warrior – 3:54
11. Tel Aviv'n – 4:52
12. King Crown of Judah (feat. Shyne and Ravin Kahalani) – 4:02
13. Shine on You – 4:36